# 린필드 (마이크로프로세서)
린필드(Lynnfield)는 2009년 9월 출시된 인텔의 쿼드 코어 프로세서의 코드명이다. Core i5-7xx, Core i7-8xx, 제온 X34xx 등 다양한 구성으로 판매되었으며 동일한 45 nm 공정 기술을 사용하는 초기의 펜린 기반 요크필드 프로세서를 대체하지만 새로운 메모리와 버스 인터페이스를 추가하고 있다.
린필드의 제품 코드는 80605이며, CPUID 값은 패밀리 6, 모델 30 (0106Ex)으로 식별되고 있다. 린필드의 모바일 버전은 클락스필드이다.

## 브랜드 이름
| 브랜드 이름 | 모델 (목록) | 마켓              | 클럭 주파수 범위 | HT     | ECC 램/최대 램                 |
| ----------- | ----------- | ----------------- | ---------------- | ------ | ------------------------------ |
| Core i5     | i5-7xx      | 퍼포먼스 데스크톱 | 2.67–2.80 GHz    | 아니오 | 아니오/16 (비공식적으로 32) GB |
| Core i5     | i5-7xxS     | 퍼포먼스 데스크톱 | 2.40 GHz         | 아니오 | 아니오/16 (비공식적으로 32) GB |
| Core i7     | i7-8xx      | 퍼포먼스 데스크톱 | 2.80–3.07 GHz    | 예     | 아니오/16 (비공식적으로 32) GB |
| Core i7     | i7-8xxK     | 퍼포먼스 데스크톱 | 2.93 GHz (언락)  | 예     | 아니오/16 (비공식적으로 32) GB |
| Core i7     | i7-8xxS     | 퍼포먼스 데스크톱 | 2.53–2.67 GHz    | 예     | 아니오/16 (비공식적으로 32) GB |
| 제온        | 34xx        | UP 서버           | 1.86–2.93 GHz    | 일부   | 예/32 GB                       |

## 같이 보기
- 네할렘 (마이크로아키텍처)
- 요크필드
- 클락스필드 (마이크로프로세서)